# Dímini
Dímini, Dimini o en les seves formes antigues Diminio o Diminion (en grec: Διμήνι) era un poble prop de la ciutat de Volos, a Tessàlia (Grècia central), pertanyent a la prefectura de Magnèsia. És també seu de la municipalitat d'Aisonia. El nom Aisonia es remunta a temps antics i és el lloc més occidental de la zona de Volos. L'àrea de Dímini té tant un assentament micènic com neolític. L'assentament neolític a Dímini va ser descobert a finals del segle xix i excavat pels arqueòlegs grecs Christos Tsountas i Valerios Stais.

## Història
El 1886, Lolling i Wolters van excavar la tomba de tolos) micènica coneguda com a Lamiospito. El 1901, Valerios Stais descobrí una altra tomba de tolos al turó de l'assentament neolític i va treballar a Dímini amb Christos Tsountas des del 1901 fins al 1903. El 1977, George Chourmouziadis continuà amb les excavacions en l'assentament neolític.
V. Adrimi-Sismani començaren les excavacions del poblat micénic l'any 1980. El 2001 les, excavacions van descobrir una ciutat micènica i el complex del palau que es creu que podria formar part de l'antiga Iolkos. També es van descobrir un pes de pedra i un got amb inscripcions en lineal B.
La "teoria de la invasió" estableix que la gent de la cultura Dímini neolítica va ser responsable de la violenta conquesta de la cultura Sesclo a l'entorn del 5000 aC. D'altra banda, aquesta teoria considera les dues poblacions amb identitats culturals separades. No obstant això, I. Lyritzis ofereix una història diferent en relació amb les cultures Dímini i Sesclo, ja que, al costat de R. Galloway, va comparar materials ceràmics de les dues entitats, utilitzant termoluminiscència a per datar-los. Així, va descobrir que els habitants dels assentaments de Dímini van aparèixer al voltant del 4800 aC, quatre segles abans de la caiguda de la civilització Sesclo (c. 4400 aC). Davant això, Lyritzis conclou que els habitants de Sesclo i els de Dímini van conviure durant un període.
Al començament del III mil·lenni aC, el poblat de Dímini presentava un caràcter mixt agrícola i militar i, al voltant d'un petit turó, s'expandia el llogaret neolític dels seus habitants i, al cim, estava construït un primitiu mègaron, probablement com a habitatge del seu cap local. El conjunt estava protegit per muralles.